# باد بلینگن
باد بلینگن (به آلمانی: Bad Bellingen) یک منطقهٔ مسکونی در آلمان است که در لوراخ واقع شده‌است. باد بلینگن ۳٬۸۵۰ نفر جمعیت دارد.

## خواهرخوانده
شهرهای Petit-Landau و Reigoldswil خواهرخوانده‌های باد بلینگن هستند.